# Мехмед V
Мехмед V Решад (2. новембар 1844—3. јул 1918) био је 35. османски султан и 114. калиф ислама у периоду од 1909—1918.

## Детињство и младост
Рођен је 2. новембра 1844. године у палати Чираган, као син султана Абдулмеџида I и султаније Гулчемал. Мајка му је преминула од туберкулозе када је имао свега 7 година. 
За живота свога оца од њега је захтевана дисциплина и стављен је акценат на његово образовање, док се за време владавине његовог стрица, султана Абдул Азиза, принчевима дозвољава да живе слободније.
Када је његов старији брат султан Абдул Хамид II ступио на престо, Мехмед је завршио у притвору унутар Долмабахче палате. Његов брат је одбијао да разговара са њим очи у очи и држао га је под строгим надзором. Било му је забрањено да виђа друге људе и да се слободно креће. Понекад му је дозвољавано да одлази до Балмумчу фарме. Он се веома плашио свога брата.
Веома га је занимала персијска књижевност и поезија. Највећи део свога времена проводио је у харему.
Када је османска империја по други пут постала уставна монархија, Решад је проглашен за престолонаследника, што је изазвало опште одушевљење у јавности.

## Владавина
Након инцидента 31. марта 1909. и свргавања султана Абдул Хамида II, Решад ступа на престо са својих 65 година. Име Мехмед преузео је у склопу владавине, иако му то није било право име, већ Решад. Ова промена имена била је сугестија Сами-паше. Иако је национално веће владало државом, они су задржали династију Османлија и дозволили им да имају султанско достојанство.
Свечана топовска пајба поводом његовог устоличења га је поприлично уплашила. Након што је примио Османов мач, 5. маја 1909. Мехмед V Решад званично постаје султан. Тиме што је постао први султан у историји османске уставне монархије, добио је надимак ,, Уставни султан".
Последњи велики везир султана Абдул Хамида II, Ахмед Техвик-паша, замењен је Хусејин Хилми-пашом под притиском нове владе. Самом султану Абдул Хамиду II било је забрањено да ради било шта, те је био у државном притвору.
Пошто је своју резиденцију изместио из палате Јилдиз у Долмабахче палату, морао је да изврши комплетно реновирање резиденције, пошто је била запуштена дуже од 30 година.
Владавину Мехмеда V Истанбул је дочекао са великим одушевљењем. Многи градски дистрикти, чак и данас носе његово име.
Мехмед V био је само репрезентативна личност. Сва власт била је у рукама три везира: Енвер, Талат и Џемал-паше.
Његови закони, жеље и захтеви били су прихваћени без икаквог отпора и незадовољства. 
Године 1910. десила су се два крупна догађаја: паљење зграде османског парламента и албански устанак. За устанак је оптужен и сам грчки краљ, те је тиме уништена унија између Грчке и Османског царства. Као последица тога угашене су новине патријаршије у Истанбулу.
За време 1911. године султан је лично посетио Солун, Скопље и Приштину како би се уверио да је све у најбољем реду.
Одликован је Краљевским орденом Карађорђеве звезде.

## Рат за Триполитанију
Како би се наметнула свету као европска сила, краљевина Италија улази у колонијалну трку. Велике силе су је у томе подржале и поставиле су ултиматум Османском царству уз наређење да одмах напусти Триполи. Пошто су Турци то одбили, Италија је окупирала Триполи и Бенгази. Услед унутрашње кризе која је избила у османској империји, Италија је присилила султана да потпише мир. Мир је потписан почетком балканских ратова и њиме су Триполитанија и Киренаика придодате Италији, као и 12 острва у Грчкој, окупирана од стране Османлија.

## Балкански ратови

### Први балкански рат
Први балкански рат (8. октобар 1912 — 30. мај 1913. године) је вођен између балканских савезника (Бугарска, Србија, Црна Гора и Грчка) и Турске. Османско царство, које је већ 1908. године било уздрмано Младотурском револуцијом, у 1912. је било још више ослабљено и ратом против Италије. Ту слабост Турске користе балканске земље и отпочињу рат против Турске с циљем ослобођења територија Балкана које се налазе под турском власти. Рат је отпочео 8. октобра 1912. када је Црна Гора објавила рат Турској. Српска војска је однела две важне победе у биткама код Куманова и Битоља, чиме је ослобођена читава Македонија.
За мање од два месеца, Турска је изгубила територије на скоро целом подручју европског континента, па је успостављено примирје 4. децембра 1912. године са свим противницима, осим Грчке. Након одбијања испуњавања захтева од стране Турске и државног удара у јануару 1913. године, рат је настављен, где је Турска изгубила и утврде Једрене, Јањину и Скадар, као и превласт на мору од грчке морнарице, па је 30. маја 1913. године, под посредством Великих сила (Аустроугарска, Немачка, Француска, Велика Британија и Италија) успостављен мир Лондонским мировним уговором, по којем је Турска балканским савезницима предала све своје територије западно од линије Енос — Мидија (обала Егејског мора — обала Црног мора), као и острва у Егејском мору, укључујући и Крит.
Као резултат Првог балканског рата створена је Албанија као независна држава, на чему је инсистирала Аустроугарска, на штету земаља победница, Грчке, Србије и Црне Горе.

### Други балкански рат
Незадовољство поделом освојених турских подручја, посебно Македоније, довело је до Другог балканског рата (29. јун — 10. август 1913). Једна бугарска војна јединица је 29. јуна 1913. године по наређењу генерала С. Кочева напала српске снаге на реци Брегалници (тзв. Брегалничка битка), а 30. јуна и грчке снаге на подручју Солуна. Грчка војска је под командом Краља Константина поразила Бугаре у бици код Кукуша где су обе стране претрпеле тешке губитке. Иако је бугарска влада покушала да оспори ратне операције против Србије и Грчке, оне су 8. јула 1913. године објавиле рат Бугарској. Убрзо су им се придружиле и Црна Гора и Румунија, као и Турска с жељом да поврати нека подручја која је током Првог балканског рата изгубила.
Због премоћи савезника, Бугарска је убрзо била поражена и принуђена на мир у Букурешту 10. августа 1913. године, по којем је Бугарска морала предати подручја освојена у Првом балканском рату. Велики део територије добила је и Румунија, а Македонија је била подељена између Грчке и Србије.
Балкански ратови су били увод у годину касније Први светски рат. Наиме, од ових мировних уговора, Србија је највише извукла корист и била је најмоћнија држава на Балкану, што је довело до затегнутости између Аустроугарске и Србије. Аустроугарској није одговарала моћ Србије на Балкану, која је важила као руски сателит, у њеним намерама даљњег ширења на исток ка Солуну (Drang nach Osten), а Србији присутност Аустроугарске на Балкану. Тако је убиством цара Франца Фердинанда 28. јуна 1914. године у Сарајеву и нађен повод за почетак Првог светског рата.

## Први светски рат
Мехмед V Решад био је последњи калиф који је објавио џихад. Османска империја у Први светски рат улази као савезница Немачког рајха и Аустроугарске монархије. Овај рат био је погубан по османску империју, с обзиром да се никада није опоравила од његових последица, које су довеле до њеног пада 1923. године и проглашења републике Турске.

### Почетак рата
Османско царство је 2. августа 1914. године склопило тајни споразум са Немачком јер је било приморано да се приклони једној од водећих сила и заштити се могућим војним нападима. Склоност Немачкој добрим делом био је резултат угњетавачке привредне превласти Француске и Велике Британије. У тајном уговору Немачка је гарантовала војну заштиту у случају напада на Османско царство. Овим уговором Немачка је обећала укидање Капитулација (више међународних уговора којима је Османско царство одустало од потраживања својих права на територије у југоисточној Европи и на Егејском мору), враћање Егејских острва и преправљање источних и северних граница према Русији, Бугарској и Румунији. Младотурска власт водила је политику наоружане неутралности, а план је био да таква политика траје до краја војне реформације.
Када је сам рат почео, било је очито да ће Османско царство морати да стане на неку страну. На чију год страну да су стали не би много профитирали. У случају да Антанта победи, држава би била подељена, а у случају победе Централних сила, држава би била политички и привредно зависна о Немачку. Очајнички покушај да још неко време остане ван рата јесте ступање Османског царства у преговоре са Русијом. Сваки покушај неутралности окончан је оног тренутка када је немачким бродовима одобрено уточиште у османским водама под налетом француских и британских флота. То се догодило 10. августа 1914. године, Антанта је покушала да убеди Османско царство на наставак неутралности, но то је било безуспешно. Русија је објавила рат Османском царству 2. новембра 1914, а Велика Британија и Француска 5. новембра. убрзо после тога Кипар и Египат су потпали под британски протекторат.

### Војни неуспеси
У стратешком погледу положај османских оружаних снага није био ни мало повољан јер су биле присиљене да воде рат на више фронтова: на кавкаском фронту против Русије, у Ираку и Суецком каналу против Велике Британије, у Дарданелима против британско-француске флоте, а на Галипољу против британског експедиционог корпуса. Осим тога, османски одреди су се борили у Галицији, Македонији и Румунији. Најважнији фронтови били су на Кавказу и у Дарданелима, јер су они угрожавали унутрашњост земље. Највише губитака имали су на источном фронту, Руси су 1916. године дошли до подручја Трапезунта, где их је арменско становништво дочекало са одушевљењем. Одобравајући дочек Руса узет је као повод за масакр арменског становништва.
На другом главном фронту, Дарданелима, постигла је успех у одбрани. Британци су 1915. године успели да на Галипољу формирају мостобран, али су га ипак изгубили те исте зиме. Упркос успесима на Кавказу у каснијим ратним годинама, борбе су се на свим осталим фронтовима завршавале фијаском. готово сва подручја су падала у руке Велике Британије. Нетурски поданици одбили су помоћ Османском царству искључиво због националистичког става младотурског вођства. Према Балфоровој декларацији, југозападни део Палестине био је неутрална зона и служио је као домовина за јеврејске усељенике.

### Пораз Османског царства
Османско царство је из Првог светског рата изашло као губитник. Дана 14. октобра 1918. године Османско царство затражило примирје, а 30. октобра исте године и капитулирао. Примирје је потписано у Мудросу. Споразумом у Мудросу договорено је непосредна демобилизација турске војске, заробљавање свих ратних бродова и предаја свих османских гарнизона у Сирији, Триполитанији и Месопотамији. Осим тога, савезници су могли да заузму Босфор и Дарданеле. За пораз су оптужени младотурци у чијим је рукама била власт за време ступања Османског царства у Први светски рат. за то се може оптужити њихова раздељена политика будући да је део њих хтео сарадњу са централним силама а други са Антантом.

## Породично стабло
| \| \| \| \| \| 2. Абдулмеџид I \| \| \| \| \| \| \| \| \| \| \| \| \| \| \| \| \| \| \| \| \| \| \| \| \| \| \| \| \| \| \| \| \| 1. Мехмед V \| \| \| \| \| \| \| \| \| \| \| \| \| \| \| \| \| \| \| \| \| \| \| \| \| \| \| \| \| \| \| \| \| \| \| \| 3. Gülcemal Sultan \| \| \| \| \| \| \| \| \| \| \| \| \| \| \| \| \| \| \| \| \| \| \| \| \| |                    |  |  |                 |  |  |  |
| |                    |  |  | 2. Абдулмеџид I |  |  |  |
| |                    |  |  |                 |  |  |  |
| |                    |  |  |                 |  |  |  |
| |                    |  |  |                 |  |  |  |
| | 1. Мехмед V        |  |  |                 |  |  |  |
| |                    |  |  |                 |  |  |  |
| |                    |  |  |                 |  |  |  |
| |                    |  |  |                 |  |  |  |
| | 3. Gülcemal Sultan |  |  |                 |  |  |  |
| |                    |  |  |                 |  |  |  |
| |                    |  |  |                 |  |  |  |

## Смрт
Султан Мехмед V није дочекао крај рата. Његова владавина од 9 година завршила се смрћу као последица срчане болести од које је боловао. Сахрањен је у свом турбету у Истанбулу.